# Bf 162 (航空機)
メッサーシュミット Bf 162
- 用途：爆撃機
- 製造者：メッサーシュミット
- 運用者：ナチス・ドイツ
- 初飛行：1937年2月
- 運用状況：退役

メッサーシュミット Bf 162 （ドイツ語：Messerschmitt Bf 162）は第二次世界大戦前にドイツのメッサーシュミットで試作された双発の軽爆撃機である。

## 概要
Bf 162 は、1935年にドイツ航空省が発令した戦術爆撃用の高速爆撃機（Schnellbomber）の要求仕様に応えたものである。Bf 110 戦闘機をベースに設計されたが、機首はガラス張りに変更され、爆撃手が搭乗出来るようになった。初飛行は1937年。競作相手には Ju 88 と Hs 127 があったが、いずれも Bf 162 と異なり完全に新設計だった。審査の結果、Ju 88 が生産されることになり、Bf 162 の開発は終了した。
後にドイツは情報戦略の一環として、試作機に過ぎない Bf 162 の写真を「メッサーシュミット・ジャガー」という名前で広く流通させた。また、この型に使用された162という番号は He 162 ジェット戦闘機に再利用されている。

## 諸元 (Bf 162)

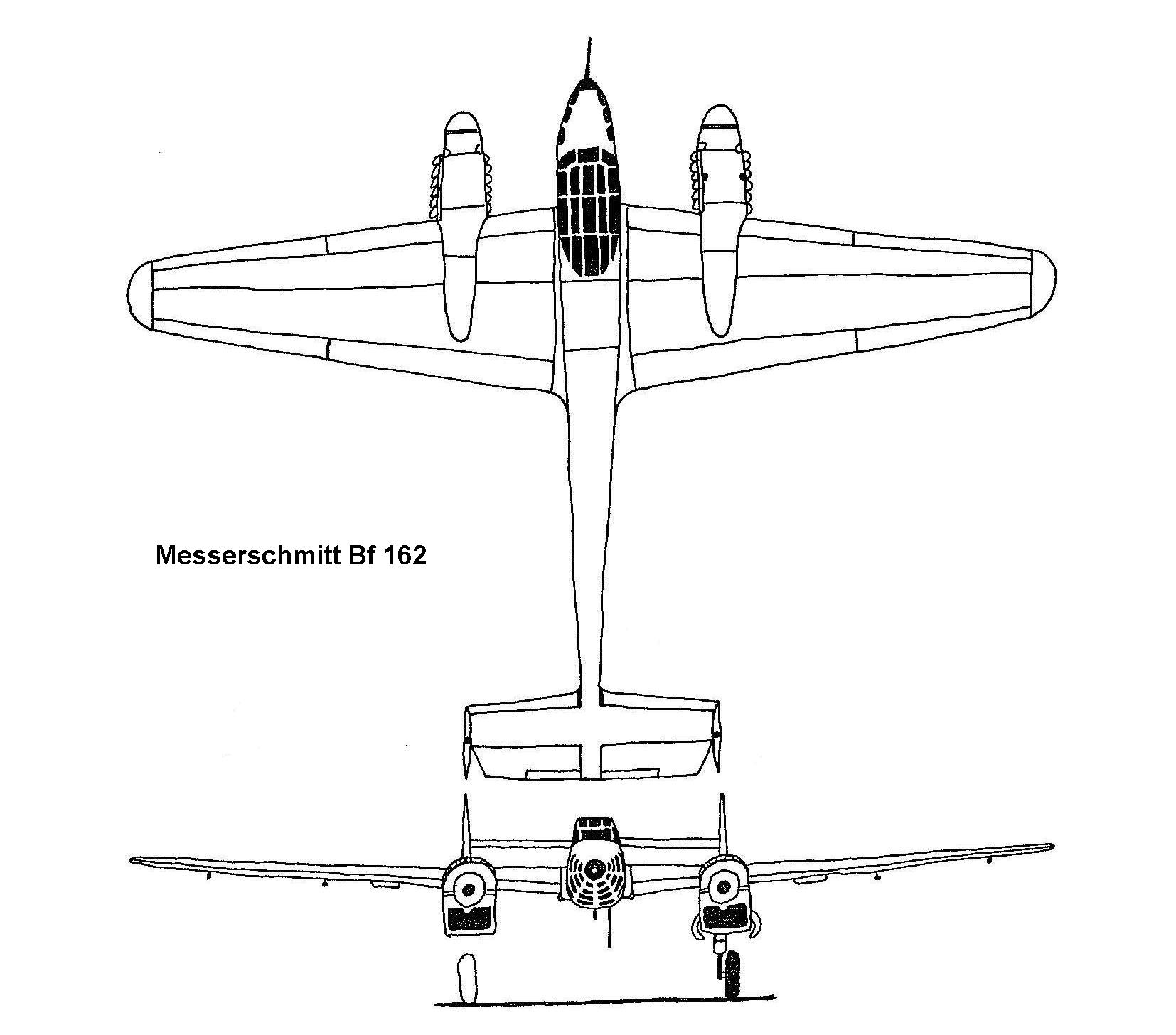
Messerschmitt Bf 162

諸元
- 乗員: 3名
- 全長: 12.75 m （41 ft 10 in）
- 全高: 3.58 m （11 ft 9 in）
- 翼幅: 17.16 m（56 ft 4 in）
- 翼面積: m2 （ft2）
- 空虚重量: 4,400 kg （9,700 lb）
- 運用時重量: 5,800 kg （12,787 kg）
- 動力: ダイムラー・ベンツ DB 600-A レシプロ液冷V型12気筒、735 kW （986 hp）   × 2

性能
- 最大速度: 480 km/h （259 kt, 298 mph）
- 航続距離: 780 km （421海里, 485 mi）
- 馬力荷重（プロペラ）: 0.253 kW/kg （0.340 hp/kg, 0.154hp/lb）

武装
- 爆弾: 50kg 爆弾 × 10

### 関連機
- Bf 110
- Bf 161

### 競合機
- Ju 88
- Hs 127